# Far'a
Far'a, Faraa ou al-Fari'ah (em árabe: مخيّم الفارعة) é um campo de refugiados palestinos [en] localizado nas encostas do Vale do Jordão, no noroeste da Cisjordânia. Está situado a 12 quilômetros ao sul de Jenin, 2 quilômetros ao sul de Tubas [en], 3 quilômetros a noroeste de Tammun [en] e 17 quilômetros a nordeste de Nablus.

## Demografia
A Agência das Nações Unidas de Assistência aos Refugiados da Palestina no Próximo Oriente (UNRWA) registrou uma população de 7.244 refugiados em 31 de março de 2005. Em 2006, o Escritório Central de Estatísticas da Palestina (Palestinian Central Bureau of Statistics - PCBS) registrou uma população de 5.750 habitantes. O PCBS registrou uma população de 5.625 pessoas em 2017. Em 2023, de acordo com a UNRWA, o campo abrigava 11.044 refugiados palestinos.

## História
O Campo de Far'a foi estabelecido em 1949, após a Guerra Árabe-Israelense de 1948, em uma área de 255 dunams. É um dos poucos campos na Cisjordânia abastecido por uma fonte de água próxima, a nascente de Far'a, que dá nome ao campo. O campo esteve sob administração jordaniana e ocupação israelense até novembro de 1998, quando passou ao controle total da Autoridade Nacional Palestina, conforme o Memorando de Wye River.
A maior parte da força de trabalho do campo atua na agricultura, enquanto alguns trabalham na construção em assentamentos israelenses no Vale do Jordão. Em 1996, a UNRWA construiu duas escolas no campo com financiamento da União Europeia, e, em 2005, havia 1.794 alunos matriculados. Nesse mesmo ano, 863 famílias dependiam de rações alimentares fornecidas pela UNRWA.